# Buick Challenge
Le Buick Challenge est un ancien tournoi professionnel de golf du PGA Tour disputé de 1970 à 2002. 

## Palmarès
| année                           | Vainqueur       |
| ------------------------------- | --------------- |
| Green Island Open Invitational' |                 |
| 1970                            | Mason Rudolph   |
| Southern Open Invitational      |                 |
| 1971                            | Johnny Miller   |
| Southern Open                   |                 |
| 1989                            | Ted Schulz      |
| 1988                            | David Frost     |
| 1987                            | Ken Brown       |
| 1986                            | Fred Wadsworth  |
| 1985                            | Tim Simpson     |
| 1984                            | Hubert Green    |
| 1983                            | Ronnie Black    |
| 1982                            | Bobby Clampett  |
| 1981                            | J. C. Snead     |
| 1980                            | Mike Sullivan   |
| 1979                            | Ed Fiori        |
| 1978                            | Jerry Pate      |
| 1977                            | Jerry Pate      |
| 1976                            | Mac McLendon    |
| 1975                            | Hubert Green    |
| 1974                            | Forrest Fezler  |
| 1973                            | Gary Player     |
| 1972                            | DeWitt Weaver   |
| Buick Southern Open             |                 |
| 1990                            | Kenny Knox      |
| 1991                            | David Peoples   |
| 1992                            | Gary Hallberg   |
| 1993                            | John Inman      |
| 1994                            | Steve Elkington |
| Buick Challenge                 |                 |
| 1995                            | Fred Funk       |
| 1996                            | Michael Bradley |
| 1997                            | Davis Love III  |
| 1998                            | Steve Elkington |
| 1999                            | David Toms      |
| 2000                            | David Duval     |
| 2001                            | Chris DiMarco   |
| 2002                            | Jonathan Byrd   |